# 옥도면
옥도면(沃島面)은 대한민국의 전북특별자치도 군산시에 설치된 면이다. 옥도면은 서해에 분포되어 있는 군산시의 16개 유인도와 47개 무인도를 관할로 하고 있다.

## 현황
옥도면의 섬들은 천혜의 비경을 자연 그대로 잘 보전하고 있으며, 섬과 마을이 한폭의 수채화처럼 잘 어우러져 있다. 선유도 해수욕장 등 관광자원이 풍부하며, 고군산군도는 새만금 사업의 중심권을 이루고 있다. 옥도훼리호 등이 4개 노선으로 16개 유인도를 1일 1~2회 운항하고 그 밖에 유람선 5척이 이 지역을 관광코스로 하여 운항하고 있으며, 고군산군도의 섬들은 새만금 방조제 및 연도교(連島橋)로 이어져 있어 해상관광 명소로 발돋움하고 있다.

## 연혁
- 1914년 4월 1일 : 고군산군도, 어청도, 개야도, 연도, 죽도가 옥구군 미면에 편입
- 1962년 12월 1일 : 미면에 미면출장소를 설치(당시 유인도 19개, 무인도 49개)
- 1980년 12월 1일 : 미면이 읍으로 승격되어 미성읍 미성출장소로 개칭
- 1986년 4월 1일 : 옥도면으로 승격[1]
- 1989년 1월 1일 : 오식도, 비응도가 군산시에 편입[2]
- 1995년 1월 1일 : 도농복합시인 군산시로 통합[3]

## 행정 구역
| 법정리   | 한자명   | 행정리 | 비고 |
| -------- | -------- | ------ | ---- |
| 개야도리 | 開也島里 |        |      |
| 죽도리   | 竹島里   |        |      |
| 어청도리 | 於靑島里 |        |      |
| 연도리   | 煙島里   |        |      |
| 선유도리 | 仙遊島里 |        |      |
| 무녀도리 | 巫女島里 |        |      |
| 신시도리 | 新侍島里 |        |      |
| 야미도리 | 夜味島里 |        |      |
| 장자도리 | 壯子島里 |        |      |
| 대장도리 | 大長島里 |        |      |
| 관리도리 | 串理島里 |        |      |
| 말도리   | 末島里   |        |      |
| 비안도리 | 飛雁島里 |        |      |
| 두리도리 | 斗里島里 |        |      |

## 문화재
- 군산 말도 습곡구조 - 천연기념물 제501호

## 교육

### 초등학교
- 무녀도초등학교
- 선유도초등학교
- 신시도초등학교
  - 신시도초등학교 야미도분교장